# أورسوليا كارليس
أورسوليا كارليس (بالمجرية: Karalyos Orsolya)‏ مواليد 18 مايو 1991 في دبرتسن، هي لاعبة كرة يد مجرية. حصلت مع فريقها على المركز الثاني في كأس المجر سنة 2011.